# Jesús Munguía
Jesús Alberto Munguía Fernández (n. San Pedro Sula, Honduras; 26 de julio de 1991) es un futbolista hondureño. Juega de mediocampista y su equipo actual es el Juticalpa F.C. de la Liga Nacional de Honduras.

## Trayectoria
El 22 de septiembre de 2011 debuta con Real España en un partido de visitante frente al Colorado Rapids de la MLS, correspondiente a la Concacaf Liga Campeones 2011-12. El mismo terminó 2 a 1 en favor de Real España. 
El 26 de diciembre de 2012 se confirma su fichaje por el Deportes Savio del DT Emilio Umanzor, quien solicitó su fichaje ante la directiva.

## Clubes
| Club           | País     | Año             |
| -------------- | -------- | --------------- |
| Real España    | Honduras | 2011 - 2012     |
| Deportes Savio | Honduras | 2013 - 2016     |
| Juticalpa F.C. | Honduras | 2016 - Presente |